# Володимирецька селищна рада
Володимирецька се́лищна ра́да — орган місцевого самоврядування у Вараському районі Рівненської області. Адміністративний центр — селище Володимирець.

## Загальні відомості
- Володимирецька селищна рада утворена в 1957 році.
- Територія ради: 60,125 км²
- Населення ради: 8 966 осіб (станом на 1 січня 2011 року)

## Населені пункти
Селищній раді підпорядковані населені пункти:
- селище Володимирець
- Берестівка
- Бишляк
- Біле
- Великі Телковичі
- Воронки
- Довговоля
- Жовкині
- Зелене
- Зелениця
- Красносілля
- Липне
- Луко
- Любахи
- Малі Телковичі
- Новосілки
- Острівці
- Половлі
- Радижеве
- Степангород
- Хиночі
- Чудля

## Склад ради
Рада складається з 26 депутатів та голови.
- Голова ради: Ковенько Василь Васильович
- Секретар ради: Блищик Юрій Миколайович

### Керівний склад попередніх скликань
| ПІБ                            | Основні відомості                                                | Дата обрання | Дата звільнення |
| ------------------------------ | ---------------------------------------------------------------- | ------------ | --------------- |
| Осмолович Олександр Григорович | Селищний голова, 1965 року народження, освіта вища, безпартійний | 26.03.2006   | 31.10.2010      |
| Осмолович Олександр Григорович | Селищний голова, 1965 року народження, освіта вища, безпартійний | 31.10.2010   |                 |

Примітка: таблиця складена за даними сайту Верховної Ради України

### Депутати
За результатами місцевих виборів 2010 року депутатами ради стали:

#### За суб'єктами висування
| Суб'єкт висування                     | Кількість обраних депутатів | %    |
| ------------------------------------- | --------------------------- | ---- |
| Українська Народна Партія             | 9                           | 30   |
| Самовисування                         | 7                           | 23,3 |
| Народна партія                        | 6                           | 20   |
| Політична партія «Сильна Україна»     | 3                           | 10   |
| Партія Зелених України                | 2                           | 6,7  |
| Єдиний Центр                          | 1                           | 3,3  |
| Партія регіонів                       | 1                           | 3,3  |
| Політична партія Народний Рух України | 1                           | 3,3  |

#### За округами
| № округу                              | Прізвище, ім'я, по батькові      | Дата визнання обраним | Освіта                    | Партійна приналежність                  | Відомості про обраного депутата                                                             |
| ------------------------------------- | -------------------------------- | --------------------- | ------------------------- | --------------------------------------- | ------------------------------------------------------------------------------------------- |
| Єдиний Центр                          |                                  |                       |                           |                                         |                                                                                             |
| 4                                     | Галочкін Валерій Володимирович   | 01.11.2010            | Освіта вища               | член Єдиного Центру                     | Відділ освіти та виховання РДА, методист                                                    |
| Народна Партія                        |                                  |                       |                           |                                         |                                                                                             |
| 5                                     | Горбачик Володимир Станіславович | 01.11.2010            | Освіта середня спеціальна | член Народної партії                    | ДП "Володимирецьке ЛГ" , майстер лісу                                                       |
| 6                                     | Мороченець Галина Олексіївна     | 01.11.2010            | Освіта середня спеціальна | член Народної партії                    | тимчасово не працює                                                                         |
| 13                                    | Дядечко Геннадій Олексійович     | 01.11.2010            | Освіта вища               | член Народної партії                    | Володимирецький колегіум, вчитель                                                           |
| 14                                    | Швирид Іван Іларіонович          | 01.11.2010            | Освіта вища               | член Народної партії                    | ДП "Володимирецьке ЛГ", лісничий                                                            |
| 21                                    | Желєзняк Микола Миколайович      | 01.11.2010            | Освіта середня спеціальна | член Народної партії                    | ВПУ-29, старший майстер                                                                     |
| 25                                    | Ошурко Ярослав Іванович          | 01.11.2010            | Освіта вища               | член Народної партії                    | Володимирецька дитяча музична школа, вчитель                                                |
| Партія Зелених України                |                                  |                       |                           |                                         |                                                                                             |
| 16                                    | Ткаченко Валентина Леонтіївна    | 01.11.2010            | Освіта середня спеціальна | член Партії Зелених України             | Володимирецький ЦГП №9, диспетчер                                                           |
| 17                                    | Бортнік Тетяна Миколаївна        | 01.11.2010            | Освіта вища               | член Партії Зелених України             | Володимирецький колегіум, вчитель                                                           |
| Партія регіонів                       |                                  |                       |                           |                                         |                                                                                             |
| 10                                    | Красько Анатолій Іванович        | 01.11.2010            | Освіта вища               | член Партії регіонів                    | пенсіонер                                                                                   |
| Політична партія Народний Рух України |                                  |                       |                           |                                         |                                                                                             |
| 22                                    | Дуляницька Ольга Андріївна       | 01.11.2010            | Освіта вища               | член Народного Руху України             | Володимирецька дитяча музична школа, вчитель                                                |
| Політична партія "Сильна Україна"     |                                  |                       |                           |                                         |                                                                                             |
| 1                                     | Одиноцький Павло Олександрович   | 01.11.2010            | Освіта вища               | член Політичної партії "Сильна Україна" | приватний підприємець                                                                       |
| 11                                    | Діжурко Сергій Валерійович       | 01.11.2010            | Освіта вища               | член Політичної партії "Сильна Україна" | приватний підприємець                                                                       |
| 23                                    | Котович Олексій Петрович         | 01.11.2010            | Освіта вища               | член Політичної партії "Сильна Україна" | ТОВ "ПаКо", виконроб                                                                        |
| Українська Народна Партія             |                                  |                       |                           |                                         |                                                                                             |
| 2                                     | Затірка Сергій Юрійович          | 01.11.2010            | Освіта вища               | член Української Народної Партії        | Володимирецька ЦРЛ, лікар                                                                   |
| 3                                     | Смолій Богдан Михайлович         | 01.11.2010            | Освіта вища               | член Української Народної Партії        | пенсіонер                                                                                   |
| 8                                     | Кохтюк Іван Трохимович           | 01.11.2010            | Освіта середня спеціальна | член Української Народної Партії        | Райагроінвест, головний інженер                                                             |
| 12                                    | Трохимчук Анатолій Оксентійович  | 01.11.2010            | Освіта середня спеціальна | член Української Народної Партії        | КП "Обрій", шофер                                                                           |
| 15                                    | Затірка Василь Петрович          | 01.11.2010            | Освіта вища               | член Української Народної Партії        | Володимирецька ЦРЛ, зубний лікар                                                            |
| 18                                    | Крук Олександр Миколайович       | 01.11.2010            | Освіта середня спеціальна | позапартійний                           | приватний підприємець                                                                       |
| 20                                    | Стадник Петро Йосипович          | 01.11.2010            | Освіта середня            | член Української Народної Партії        | КП "Обрій", майстер                                                                         |
| 26                                    | Хандучко Василь Миколайович      | 01.11.2010            | Освіта середня спеціальна | позапартійний                           | Володимирецька загальноосвітня школа №1, робітник                                           |
| 28                                    | Новак Віктор Бенедиктович        | 01.11.2010            | Освіта вища               | член Української Народної Партії        | Володимирецька селищна рада, секретар                                                       |
| Самовисування                         |                                  |                       |                           |                                         |                                                                                             |
| 7                                     | Артюшик Володимир Дементійович   | 01.11.2010            | Освіта середня спеціальна | позапартійний                           | приватний підприємець                                                                       |
| 9                                     | Тєтєнєва Галина Арсентіївна      | 08.11.2010            | Освіта вища               | позапартійна                            | Редакція районної газети "Володимирецький Вісник", відповідальний секретар                  |
| 19                                    | Жданюк Світлана В’ячеславівна    | 01.11.2010            | Освіта вища               | позапартійна                            | Дошкільний навчальний заклад "Малятко", директор                                            |
| 24                                    | Воробей Володимир Іванович       | 01.11.2010            | Освіта вища               | позапартійний                           | Володимирецький колегіум, вчитель                                                           |
| 27                                    | Босик Олег Володимирович         | 01.11.2010            | Освіта вища               | позапартійний                           | ЗАТ "Ей-і-Ес Рівнеенерго"Володимирецька дільниця, заступник начальника з комерційних питань |
| 29                                    | Симонюк Юрій Сергійович          | 13.12.2010            | Освіта середня спеціальна | позапартійний                           | ВАТ "Володмолокозавод", головний механік                                                    |
| 30                                    | Підкоморна Ірина Миколаївна      | 01.11.2010            | Освіта вища               | позапартійна                            | ДП "Володимирецький лісгосп", контролер ревізор                                             |